# Siły Powietrzne Wysp Zielonego Przylądka
Siły Powietrzne Republiki Zielonego Przylądka powstały w 1975 roku. Obecnie składają się z 3 samolotów typu An-26, służących celom transportowym. Samoloty stacjonują w Amilcar Cabral.